# Pfarrkirche Klagenfurt-St. Modestus

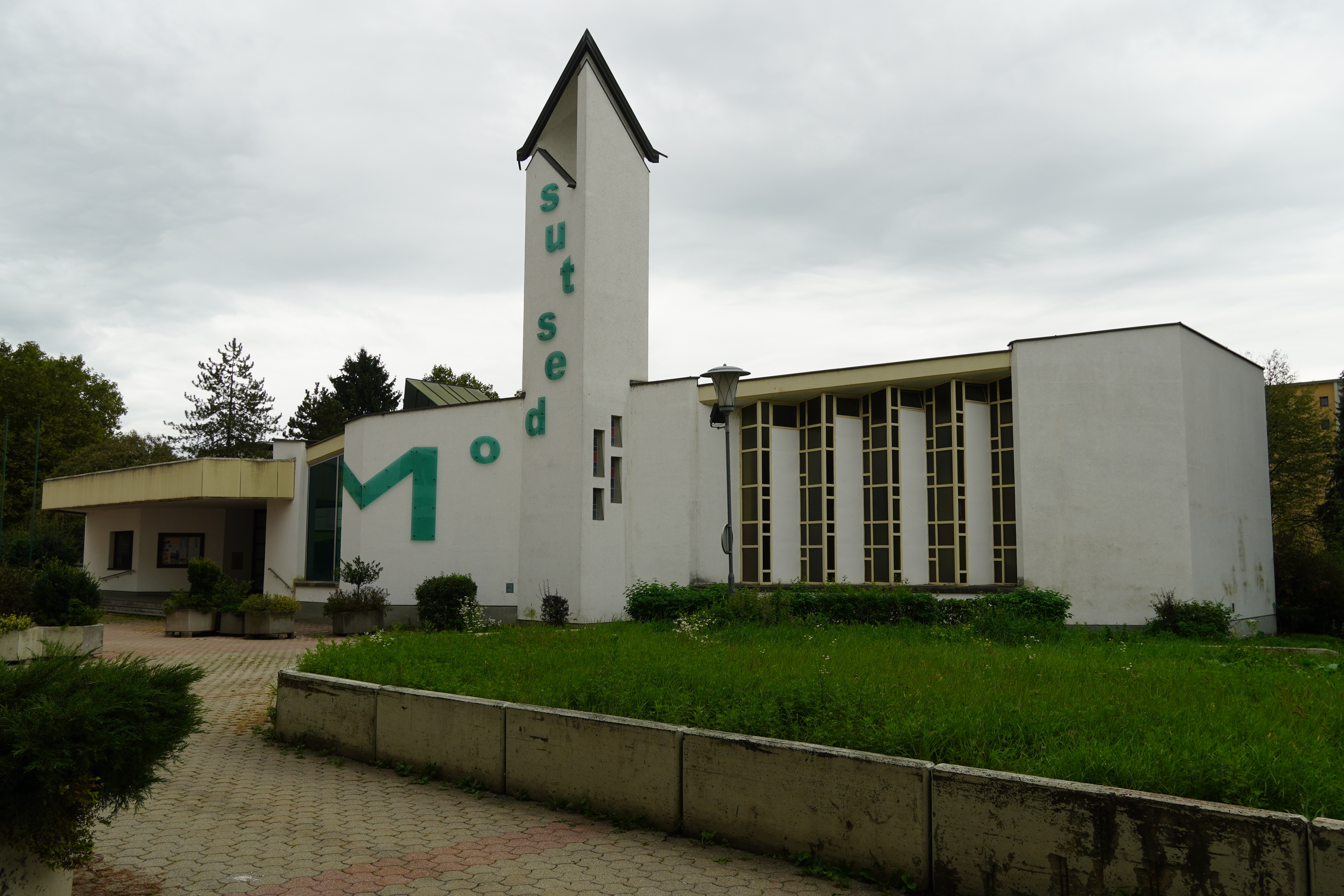
Katholische Pfarrkirche hl. Modestus

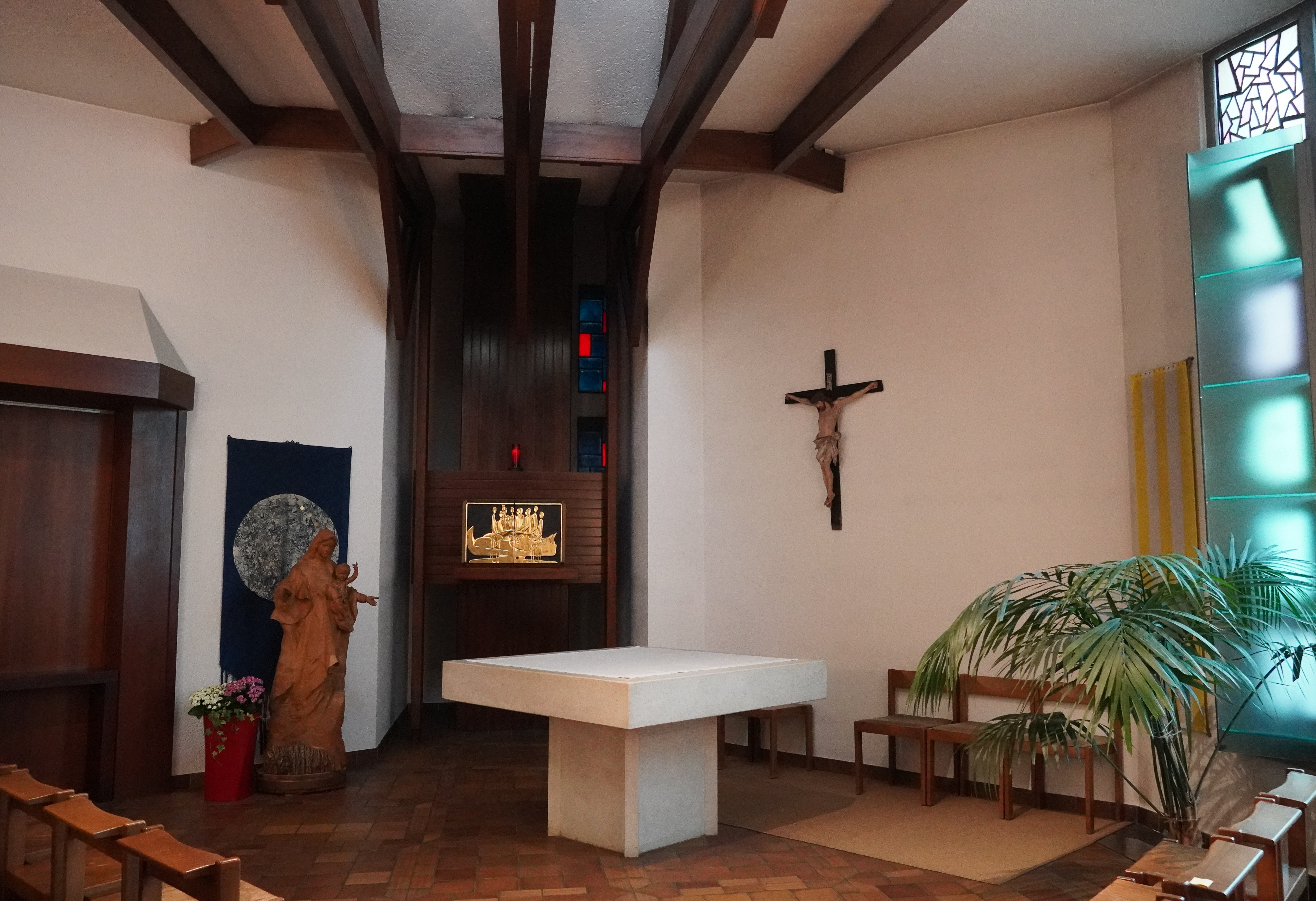
Innenraum der Kirche

Die Pfarrkirche Klagenfurt-St. Modestus steht in der Fischlsiedlung im Stadtteil St. Peter bei Ebenthal der Stadtgemeinde Klagenfurt am Wörthersee in Kärnten. Die auf den heiligen Modestus von Kärnten geweihte römisch-katholische Pfarrkirche gehört zum Dekanat Klagenfurt-Stadt in der Diözese Gurk-Klagenfurt. Die Kirche steht unter Denkmalschutz (Listeneintrag).

## Geschichte
Die Grundsteinlegung erfolgte am 27. November 1977. Die Kirche wurde nach den Plänen der Architekten Alfons Nessmann und Ewald Kaplaner. Kaplaner war der Architekt der Fischlsiedlung.
Die Kirche wurde 1978 geweiht und 1981 zur Pfarrkirche erhoben. 2000/2001 wurde die Altarwand umgestaltet.

## Architektur
Der Kirchenbau, eine Kapelle, die Pfarrkanzlei und das Pfarrzentrum bilden einen Baukomplex. Die einzelne Bauteile sind durch übereck gestellte horizontal betonte Fensterformationen in Zickzacklinien stark durchlichtet.
Das Kircheninnere zeigt sich mit einer ansteigenden offenen Dachkonstruktion zur Altarwand orientiert.

## Ausstattung
Den Hochaltar gestaltete die Bildhauerin Renate Hörtner, die steinerne Altartischplatte ist aus dem Wirkungskreis von Modestus in Maria Saal, der Altar wurde am 28. November 1999 geweiht.